# Koath
Koath là một thành phố và là một khu vực quy hoạch (notified area) của quận Rohtas thuộc bang Bihar, Ấn Độ.

## Địa lý
Koath có vị trí 25°19′B 84°16′Đ / 25,32°B 84,27°Đ Nó có độ cao trung bình là 73 mét (239 feet).

## Nhân khẩu
Theo điều tra dân số năm 2001 của Ấn Độ, Koath có dân số 15.809 người. Phái nam chiếm 52% tổng số dân và phái nữ chiếm 48%. Koath có tỷ lệ 48% biết đọc biết viết, thấp hơn tỷ lệ trung bình toàn quốc là 59,5%: tỷ lệ cho phái nam là 59%, và tỷ lệ cho phái nữ là 36%. Tại Koath, 19% dân số nhỏ hơn 6 tuổi.